# Oxypetalum polyanthum
Oxypetalum polyanthum är en oleanderväxtart som först beskrevs av Frederico Carlos Hoehne, och fick sitt nu gällande namn av Rapini. Oxypetalum polyanthum ingår i släktet Oxypetalum och familjen oleanderväxter. Inga underarter finns listade i Catalogue of Life.